# Diana (càmera)
La Diana és una càmera de joguina dels anys 1960 «made in Hongkong». Està feta amb una caixa i lent de plàstic, concebut com un producte barat de baixa qualitat. Presenta alguns problemes relacionats amb la pel·lícula o la baixa lluminositat que aconsegueix entrar en l'objectiu, entre d'altres.
Primerament, es va llençar al mercat com un fòtil barat, fins i tot una joguina. Més endavant va servir com a eina artística ambigú la qual es podia fer fotografies amb l'anomenat flou artístic o amb un toc impressionista.

## Història
La Diana va esdevenir una càmera fenomen o una icona de la cultura pop, coronant-se com una de les més populars de tots els temps. Moltes generacions de fotògrafs han utilitzat aquesta humil càmera per produir imatges en pel·lícules de 120.

### Revolució analògica

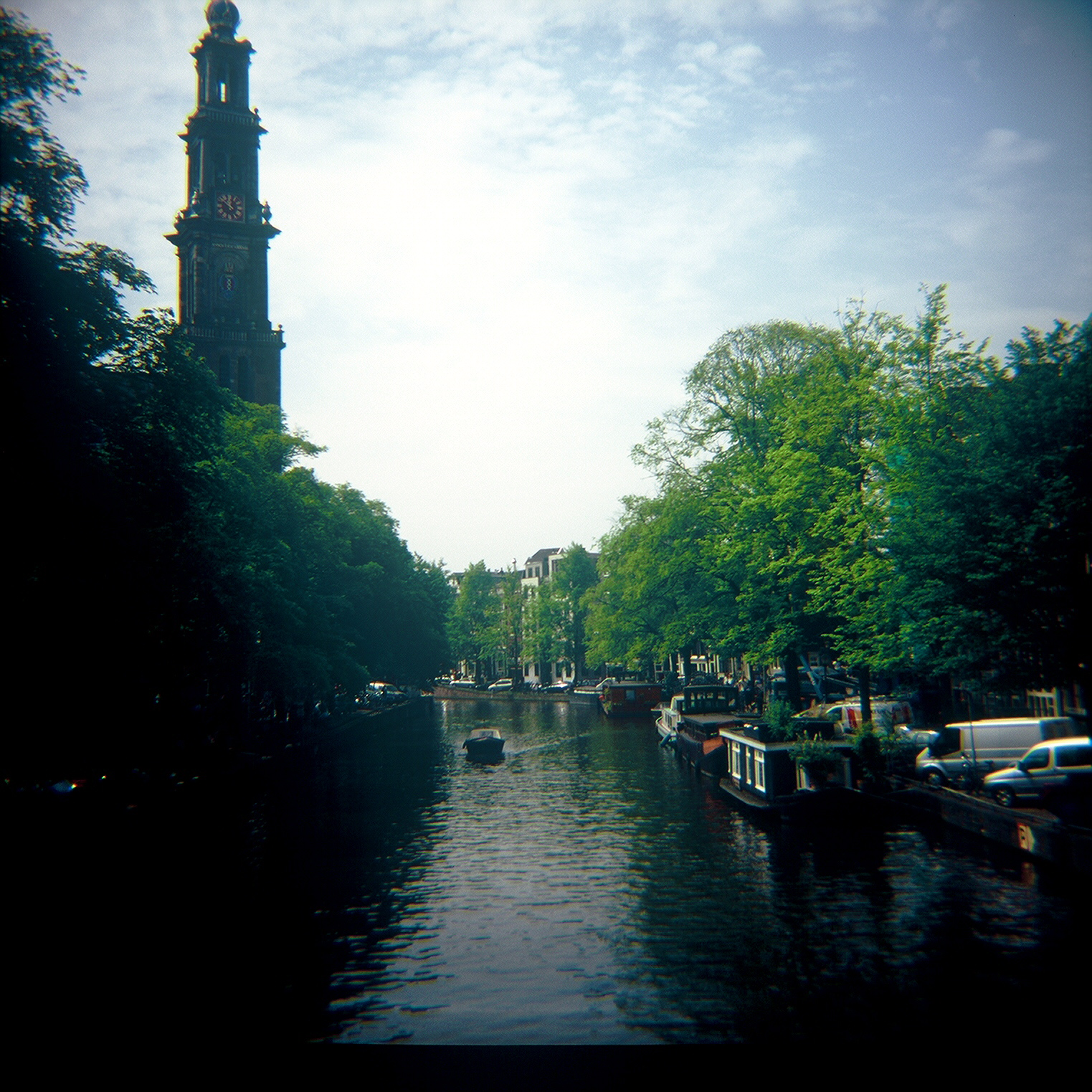
Exemple de colors d'una fotografia amb la Diana+

En els anys 60 del segle xx, la Diana era una càmera produïda per una petita fàbrica amb seu a Kowloon Bay,a Hong Kong. Tenia una construcció simple que la feia molt atractiva. Era una càmera de caixa amb una varietat de components fets amb materials lleugers i fàcils de trobar. Malgrat la construcció simple, va destacar gràcies a la capacitat de produir imatges amb un toc impressionista amb efecte del flou artístic, que aportava un toc suau. Per aquestes raons, el producte va esdevenir popular.

### D'una joguina a una eina fotogràfica
Molts artistes i fotògrafs van fer servir la Diana com una eina fotogràfica per explorar diferents tècniques. Era una forma de nodrir la creativitat sense dependre totalment d'un èquip costós. Van abraçar les imperfeccions de la Diana i van fer tot un estil fotogràfic a partir de la seva estètica única.

### Millores posteriors
Les variacions venien en diferents noms, adhesius, accessoris, envasos i fins i tot colors. Una de les col·leccions més grans i més famoses de Diana va pertànyer a Allan Detrich, un fotògraf als Estats Units. Es diu que gairebé 200 Dianes han estat en la Col·lecció Detrich.
Lomography va veure què era la Diana i el que podria arribar a ser. Tenint en compte que es podia millorar i fabricar amb millor qualitat i millors materials, la càmera de caixa humil es va redissenyar i se li va donar un nou nom: Diana+, en homenatge a l'original amb nous estils i colors amb cada nova edició.
Encara conservava l'estil original 120, però constava de sensibilitats modernes. Lomography va actualitzar no només l'aspecte de la Diana original, sinó també la seva sensació i funcionalitat. Els fotògrafs podien gaudir de fotos úniques en diferents formats de pel·lícula, com 35 mm amb la Diana Mini, 110 amb la Diana Baby i Fujifilm Instax Mini amb la Diana Instant Back.

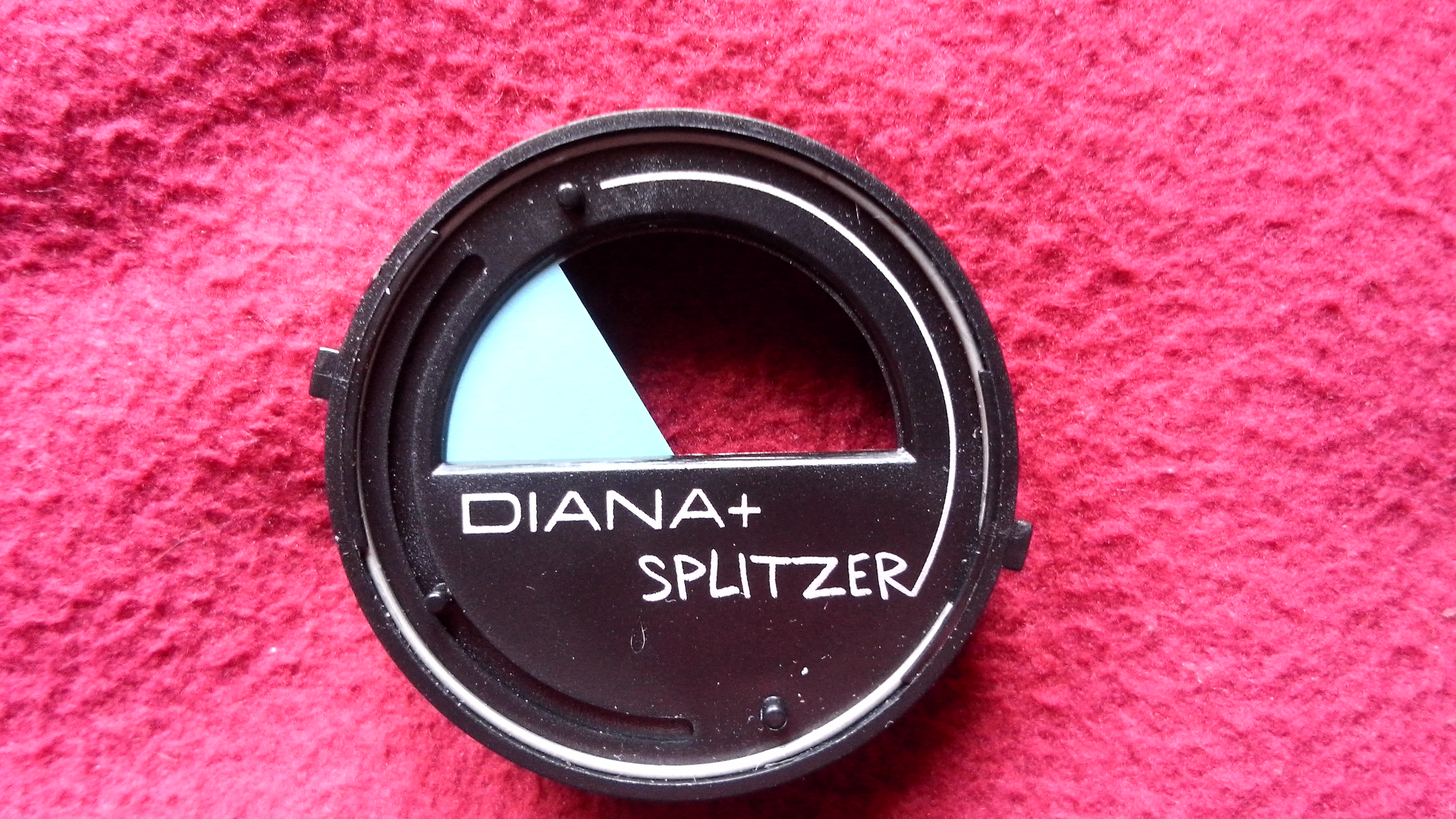
Splitzer

Lomography també va inventar un munt d'accessoris per portar l'experiència Diana+ a un altre nivell. Alguns extres com el Splitzer, el Flaix Diana, la lent ull de peix, la lent de cristall prèmium de Diana+, la lent teleobjectiu de 110 mm i la lent gran angular feien que els fotògrafs poguessin tenir l'accessori adequat per a cada moment.
Tot i això, l'empresa sabia que hi havia més formes de millorar l'experiència Diana+, ja que la creativitat no té límits, especialment al món analògic. És per això que Lomography està portant la icònica estètica de Diana a la fotografia instantània amb la Diana Instant Square, que utilitza pel·lícula quadrada.

## Característiques Diana original
Aquestes són les característiques bàsiques de la Diana original:
| Pel·lícula                | 120mm (4cm x 4cm) |
| Lent                      | Plàstic           |
| Velocitats d'obturació    | Fixa - 1/60       |
| Corretja per al coll      | Sí                |
| Objectius intercanviables | No                |
| Cos                       | Plàstic           |
| Piles                     | No                |
| Flaix                     | No                |
| Vinyetatge                | Sí                |

## Evolució
L'empresa Lomography ha creat algunes noves càmeres basades en la Diana original. Destaquen tres models inspirats en la primera càmera dels anys 60:

### Diana F+[10]
La Càmera Diana F+ és un homenatge, fet per Lomography, a la càmera Diana original, es va desmuntar per tal de poder reproduir-la minuciosament des de la primera a l'última peça, sense oblidar-se de mantenir les seves petites imperfeccions i defectes.
Com la lent de la Càmera Diana F+ és de plàstic, les imatges que s'obtenen amb ella constitueixen una dimensió pròpia dins de la tendència de la fotografia low-Q (baixa qualitat): borroses, oníriques però al mateix temps plenes de color.
Disposa de dues velocitats d'obturació (per a fotos diürnes o nocturnes), dues grandàries d'imatge, 12 fotos a fotograma complet (5,2 cm x 5,2 cm) o 16 imatges quadrades més petites en el format clàssic de la Diana (4,2 cm x 4,2 cm). La Càmera Diana F+ també disposa d'una funció Pinhole, per fer fotos amb el mètode de les càmeres estenopeiques, i amb l'ajust Endlesss Panorama, que permet tirar una seqüència de fotogrames i crear una imatge panoràmica.

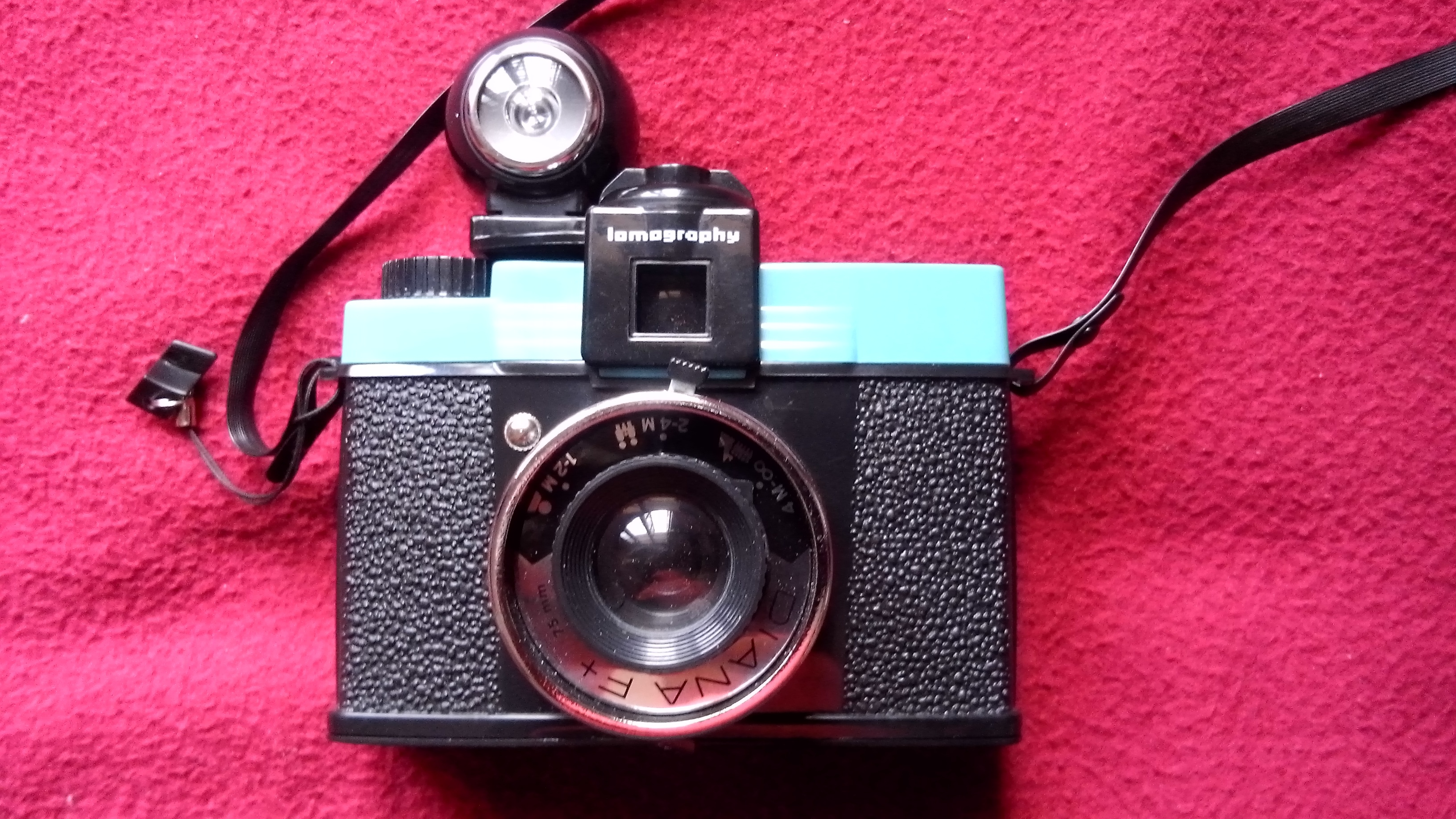
Diana F+ amb l'objectiu de 75mm i el visor ull de peix

La pel·lícula de 120, o de mig format, es diu així perquè és major que el format de 35 mm o de 135, però menor que la pel·lícula en fulles de 4 x 5 o de gran format. És important assenyalar que aquesta pel·lícula no és de 120 mm. Sol estar embolicada en un rodet de plàstic i produeix 12 o 16 imatges, segons la càmera i les màscares que s'utilitzin. Aquesta pel·lícula pertany al món de les imatges quadrades, ideals per a ampliacions i amb clara resolució.
| SKU                          | hp700                                                         |
| Format de pel·lícula         | 120mm                                                         |
| Distància focal              | 75mm                                                          |
| Velocitat d'obturació        | 1/60 (N), Bulb (B)                                            |
| Obertures disponibles        | Pinhole, Núvol = f/8, Ombra mitjana = f/11, Assolellat = f/16 |
| Visor                        | Visor òptic directe                                           |
| Avanç de pel·lícula          | Roda                                                          |
| Connexió flaix               | Diana Flaix Plug                                              |
| Enfocament                   | Enfocament per zona                                           |
| Distància d'enfocament       | 1m - Infinit                                                  |
| Comptador de fotogrames      | Sí                                                            |
| Material                     | Plàstic                                                       |
| Muntura per a trípode        | Sí                                                            |
| Tipus de piles/bateries      | No                                                            |
| Connexió de cable disparador | Només amb adaptador                                           |
| Mesurador de llum            | No                                                            |
| Preu                         | Des de 39 € (sense flaix) fins a 129 € (instantània clàssica) |

### Diana mini
La càmera Diana Mini és la germana petita de la Diana F+, produeix les clàssiques fotos quadrades retro o rectangulars i usa pel·lícula 35mm.

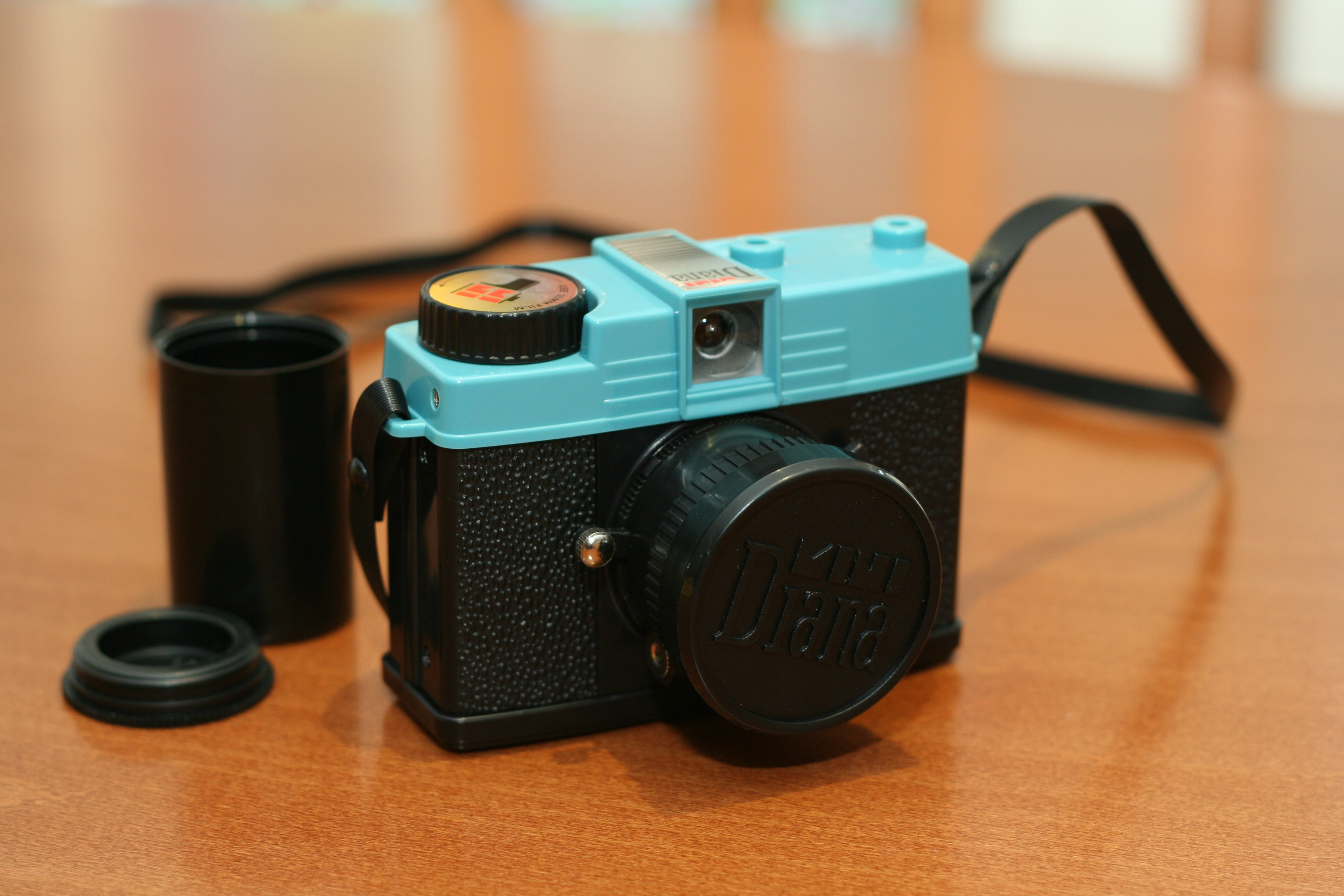
Diana mini

| SKU                          | hp500                                             |
| Format de pel·lícula         | 35mm                                              |
| Distància focal              | 24mm                                              |
| Obertures disponibles        | Núvol = f/8 i Assolellat = f/11                   |
| Velocitat d'obturació        | Fixe 1/60 (N), Bulb (B)                           |
| Connexió flaix               | Diana Flaix Plug                                  |
| Avanç de pel·lícula          | Roda                                              |
| Tipus de piles/bateries      | No                                                |
| Enfocament                   | Enfocament per zona                               |
| Distància d'enfocament       | 0,6m - Infinit                                    |
| Comptador de fotogrames      | Sí                                                |
| Material                     | Plàstic                                           |
| Visor                        | Visor òptic directe                               |
| Mesurador de llum            | No                                                |
| Muntura per a trípode        | No                                                |
| Connexió de cable disparador | Sí                                                |
| Preu                         | Des de 49 € (sense flaix) fins a 99 € (amb flaix) |

### Diana baby
Produeix imatges en format 110mm i incorpora un objectiu de 12mm intercanviable.
| SKU                          | hp620                    |
| Format de pel·lícula         | 110mm                    |
| Distància focal              | 12mm                     |
| Distància d'enfocament       | 24mm                     |
| Obertures disponibles        | f/8                      |
| Velocitat d'obturació        | Fixe 1/100 (N), Bulb (B) |
| Connexió flaix               | Diana Flaix Plug         |
| Exposicions múltiples        | Il·limitat               |
| Muntura per a trípode        | No                       |
| Connexió de cable disparador | No                       |
| Tipus de piles/bateries      | No                       |
| Preu                         | Des de 34,90 €           |

### Diana Instant Square
La Diana Instant Square proporciona uns colors cridaners, vinyetes suaus i magnífics efectes analògics de la càmera Diana original. És completament manual per poder aconseguir total llibertat creativa: jugar amb diferents ajustos d'enfocament i obertures per obtenir resultats artístics. A més, està proveïda d'una carcassa retro que ret homenatge a l'icònic disseny blau i negre de la Diana original.
Les característiques de la Diana Instant Square són les següents:
- Estètica de la llegendària Diana: colors forts i saturats; vinyetes riques i efectes impredictibles que van fer de la seva predecessora del 1960 un clàssic analògic.
- Format de pel·lícula instantània quadrada: pel·lícula Fujifilm Instax Square.
- Totalment manual: configuració totalment manual per portar les habilitats fotogràfiques de cada fotògraf al següent nivell.
- Obertures ajustables: permet escollir entre diferents obertures: "assolellat" (f/32), "parcialment ennuvolat" (f/19), "ennuvolat" (f/11), i pinhole (f/150).
- Sistema intuïtiu d'enfocament per zones: permet canviar fàcilment entre 1–2 m, 2–4 m i 4 m–infinit.
- Velocitat d'obturació fixa: Normal (1/60), Bulb (Il·limitat).
- Mode bulb: opció que permet mantenir l'obturador obert tot el temps necessari per capturar escenes nocturnes o light paintings.
- Funció pinhole: permet crear imatges dolces i somiadores que recorden als primers dies de la fotografia.
- Manera d'exposicions múltiples il·limitades: permet capturar en una mateixa fotografia totes les escenes que el fotògraf vulgui.
- Muntura per a zapata: per connectar una àmplia gamma de flaixos, fins i tot el flaix original de la Diana F+.
- Mirall selfie: per poder realitzar autoretrats.
- Visor desmuntable: visors especials optimitzats per a cadascuna de les lents per saber exactament què sortirà a la fotografia.
- Varietat de lents: es poden usar qualsevol de les lents intercanviables que es van crear per a la Diana F +, és a dir, un teleobjectiu de 110 mm, un objectiu de cristall de 75 mm, un ull de peix de 20 mm, una gran angular de 55 mm i una supergran angular de 38 mm.
- Rosca del filtre estàndard per a un nombre Il·limitat d'opcions artístiques: la Diana Instant Square està equipada amb una rosca de filtre estàndard, la qual cosa significa que és compatible amb molts més accessoris com la lent de retrat i la gran angular de la Llom'Instant Square i els filtres de color, de densitat neutra, d'estel, etc.

| SKU                                | dsq650 |
| Format de pel·lícula               | Pel·lícula Fujifilm Instax Square                                                                            |
| Grandària de la pel·lícula         | 86 mm × 72 mm                                                                                                |
| Àrea d'exposició                   | 62 mm × 62 mm                                                                                                |
| Velocitat de l'obturador           | Normal (1/60) i Bulb (Il·limitat)                                                                            |
| Obertures                          | Ajustos manuals, ennuvolat (f/11), parcialment assolellat (f/19), assolellat (f/32), pinhole (f/150)         |
| Mecanisme d'execució de pel·lícula | Motoritzat                                                                                                   |
| Comptador de pel·lícula            | Sí, automàtic                                                                                                |
| Exposicions múltiples              | Il·limitat                                                                                                   |
| Flaix                              | Flaix Diana F+ (amb adaptador, inclòs en el paquet), sabata per a flaix (amb adaptador, inclòs en el paquet) |
| Muntura per a trípode              | Sí |
| Mirall selfie                      | Sí |
| Bateries                           | 4 × AAA bateries (no incloses)                                                                               |
| Dimensions                         | 140 mm(alt) × 115 mm(anch) × 98 mm(prof)                                                                     |
| Connexió de cable disparador       | No |
| Enfocament                         | Enfocament per zona                                                                                          |
| Distància d'enfocament             | 1-2 m / 2-4 m / 4 m-infinit                                                                                  |
| Material                           | Plàstic |
| Mesurador de llum                  | No |
| Visor                              | Desmuntable                                                                                                  |
| Preu                               | Des de 99 € fins a 139 € (amb flaix edició Adriano)                                                          |